# Drown
Drown (рус. Тонуть) — сингл британской рок-группы Bring Me The Horizon, вышедший 21 октября 2014 года. Песня вошла в их пятый альбом That's the Spirit.

## О песне
Песня стала неожиданным «сюрпризом» для фанатов. Изначально она должна была выйти 7 декабря 2014 года, но была уже доступна на iTunes.
Фанаты группы стиль песни сравнили с альтернативной группой Thirty Seconds to Mars. Однако, группа обрела новых поклонников со стороны альтернативной музыки. Через 10 дней у группы вышел сингл Don’t Look Down, который как и Drown был подвергнут критике со стороны фанатов. После выхода песни группа объявила, что в январе начнёт записывать пятый альбом. На данный момент сингловая версия песни 2014 года удалена со стриминговых сервисов.

## Клип
Клип снимался в небольшой комнате в психбольнице, где всё было в белых покрывалах, а участники группы наряжены в белые костюмы. Весь клип, как и участники группы, был под стилистику The Beatles. В клипе группа играла перед аудиторией душевно больных людей. В середине клипа в барабанщика группы Мэтта Николса вселяется дьявол, он заболевает бешенством, обрастает шерстью и набрасывается на пианиста группы Джордана Фиша. После десятисекундной тишины он оказывается на полу перед священником и монашками, которые молясь, вызвали его к прежнему состоянию. Клип вышел 21 октября и побил рекорды популярности у группы. За первые сутки клип набрал более одного миллиона просмотров. На данный момент более 100 млн просмотров. Так же, 26 декабря на официальном канале группы вышла вторая версия клипа под названием «Back to the Future».

## Участники записи
- Оливер Сайкс — вокал
- Ли Малиа — гитара
- Мэтт Кин — бас-гитара
- Мэтт Николс — ударные
- Джордан Фиш — клавишные